# Phyllachora sphaerospora
Phyllachora sphaerospora är en svampart som beskrevs av Pat. 1887. Phyllachora sphaerospora ingår i släktet Phyllachora och familjen Phyllachoraceae.   Inga underarter finns listade i Catalogue of Life.